# Могильний Ігор Миколайович
І́гор Микола́йович Моги́льний (нар. 4 жовтня 1970) — український веслувальник, який виступав за збірну України з академічного веслування у період 1992—1998 років. Учасник п'яти чемпіонатів світу та двох літніх Олімпійських ігор.

## Біографія
Ігор Могильний народився 4 жовтня 1970 року в Дніпропетровську у сім*ї Миколи Могильного та Раїси Могильної, до шлюбу Науменко. Проходив підготовку в Дніпропетровську.
Вперше заявив про себе у веслуванні в сезоні 1992 року, коли пройшов відбір в Об'єднану команду, зібрану з спортсменів колишніх радянських республік для спільної участі в літніх Олімпійських іграх у Барселоні. Стартував тут в заліку чоловічих одинаків — на попередніх етапах відібрали у фінал C, де показав п'ятий час. Таким чином, в підсумковому протоколі змагань розташувався на 17 рядку.
Згодом на міжнародному рівні представляв національну збірну України. Так, у 1993 році виступив в двійках парних на чемпіонаті світу в Рачице. Рік потому в одиночках стартував на світовій першості в Індіанаполісі. Ще через рік на аналогічних змаганнях у Тампере брав участь у програмі вісімок.
Завдяки низці вдалих виступів удостоївся права захищати честь країни на Олімпійських іграх 1996 року в Атланті — разом з командою, до якої також увійшли веслярі Гриневич Роман, Олег Ликов, Віталій Раєвський, Євген Шаронин, Ігор Мартиненко, Валерій Самара, Олександр Капустін і рульовий Григорій Дмитренко, дійшов у розпашних вісімках до втішного фіналу B і розташувався в підсумковому протоколі на десятому рядку.
Після Олімпіади в Атланті ще певний час залишався в основному складі національної збірної і брав участь у найбільших міжнародних регатах. У 1997 році виступав у вісімках на чемпіонаті світу в Егбелет-ле-Лак, тоді як у 1998 році представляв країну в одиночках на світовій першості в Кельні.
Завершивши спортивну кар'єру, займався розвитком академічного веслування у Дніпропетровську, обіймав посаду директора місцевого веслувального клубу «Дніпро».